# لولا بيتيكرو
لولا بيتيكرو (بالإنجليزية: Lola Petticrew)‏، من مواليد 26 ديسمبر 1995 في بلفاست، هي ممثلة من أيرلندا الشمالية. لقد لعبوا دور البطولة في أفلام نتوء على طول الطريق (2019) و يؤرخ العنبر (2020). على التلفزيون ، اشتهروا بأدوارهم في بلاد الدم (2021 - الآن) و ثلاث عائلات (2021) على بي بي سي الأولى.
إنها شاذة، غير ثنائية، وتذهب من خلال ضمائرهم / هم.

## روابط خارجية
- لولا بيتيكرو على موقع IMDb (الإنجليزية)
- لولا بيتيكرو على موقع روتن توميتوز (الإنجليزية)
- لولا بيتيكرو على موقع قاعدة بيانات الأفلام العربية
- لولا بيتيكرو على موقع ألو سيني (الفرنسية)
- لولا بيتيكرو على موقع قاعدة بيانات الفيلم (الإنجليزية)
- لولا بيتيكرو على موقع كينوبويسك (الروسية)